# 硫酸钇
硫酸钇是钇的硫酸盐，化学式为Y2(SO4)3。

## 制备
硫酸钇可以由氢氧化钇和硫酸反应得到。
2 Y(OH)3 + 3 H2SO4 → Y2(SO4)3 + 6 H2O

## 反应
硫酸钇可以和碱金属硫酸盐反应：
Y2(SO4)3 + 3Cs2SO4 → 2Cs3[Y(SO4)3]
Y2(SO4)3 + Rb2SO4 → Rb3[Y(SO4)3]
Y2(SO4)3 + 3K2SO4 → 2K3[Y(SO4)3]